# Несостоявшееся французское вторжение в Великобританию (1759)
Французское вторжение в Великобританию было запланировано на 1759 год как одна из военных операций Семилетней войны, но по ряду причин (включая поражения в битве при Лагуше и бухте Киберон) так никогда и не состоялось. Ради вывода соперника из войны Франция планировала высадить на острове 100 тыс. солдат. Вторжение стало одним из ряда французских неудачных попыток вторгнуться в Великобританию в XVIII веке.

## Предыстория
Война за австрийское наследство окончилось заключённым в 1748 году Аахенским миром, который все участники войны сочли неудовлетворительным (во Франции стала крылатой фраза глупый как мир). Разочарованная захватом Силезии Пруссией, Мария Тереза начала искать подходящий союз для возврата утраченной территории, что привело Австрию к историческому сближению с Францией. Франция была готова вступить в союз со своим историческим врагом, ибо королевский совет рассчитывал тем самым сосредоточить свои усилия в будущей войне против Великобритании. В ответ Пруссия, которая вышла из войны как новая значительная европейская держава, объединилась со своим предыдущим противником Великобританией. К 1755 году Великобритания и Франция вели необъявленную войну на море и в Северной Америке: в мае 2 тыс. солдат вторглись в Новую Францию; в июне королевский флот захватил около 300 французских рыболовных судов и 4 тыс. членов экипажа у Ньюфаундленда, что нанесло экономический удар по Франции и уменьшило потенциальный набор опытных кадров во французском военном флоте. Вторжение прусских войск в Саксонию в августе 1756 года вызвало начало Семилетней войны. Франция поддержала Австрию и Россию в сухопутной кампании против Пруссии и начала боевые действия на море и в колониях против Великобритании.
К началу 1759 г. ни один из союзов не имел преимущества ни в сухопутных, ни в морских кампаниях. И Франция, и Великобритания испытывали серьёзные проблемы с финансированием войны. В 1759 году более 60 % доходов Франции пошло на обслуживание долга, что вызвало многочисленные дефициты. Французский флот, в частности, был перегружен и страдал от отсутствия последовательной доктрины, усугубляемой неопытностью, граничащей с некомпетентностью государственного секретаря военно-морского флота и бывшего начальника полиции Николя Рене Берье. Между тем военные усилия Великобритании в течение первых трёх лет войны потерпели неудачу. С лета 1757 года британские военные усилия перешли под контроль Уильяма Питта, который навязал настойчивую и скоординированную стратегию. Он состоял из военно-морских и колониальных усилий по изгнанию французов из Северной Америки и разрушению их морской торговли, чьи усилия были распределены между борьбой с Пруссией в Европе и попытками защитить широкий спектр своих заморских владений. К началу 1759 года это начало приносить плоды.

## Подготовка

### План

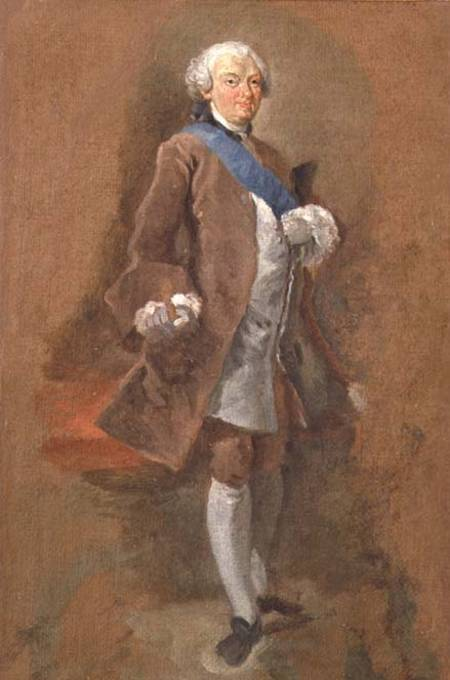
Этьен Франсуа де Шуазёль.

План вторжения был разработан ставшим в декабре 1758 года государственным секретарём по иностранным делам герцогом Шуазёлем, который с этого года также был премьер-министром. Он хотел выступить со смелой инициативой, которая одним махом выбила бы Великобританию из войны. Французская гордость была уязвлена той лёгкостью, с которой британцы захватили Луисбург и начали осуществлять десантные налёты на французское побережье. Британские финансовые субсидии и военная помощь своему единственному европейскому союзнику Пруссии поддерживали эту страну на плаву с 1756 года. Задание Шуазёля в качестве министра иностранных дел должно было изменить эту ситуацию.
Шуазёль интересовался концепцией французского вторжения в Британию. Он понимал, что сила Британии — это её военно-морская мощь, и если крупным французским силам удастся пересечь Ла-Манш, то они смогут одержать победу над относительно слабыми британскими сухопутными войсками. Первоначально Шуазёль игнорировал общепринятое мнение о том, что любое вторжение должно быть связано с французскими военными кораблями. Он считал, что попытка вывести военные корабли из заблокированного порта в Бресте вызовет ненужные задержки и может иметь катастрофические последствия, а смешанные силы может постичь судьба испанской армады. От предыдущей попытки Франции в 1744 году пришлось отказаться.
Его концепция была относительно простой: огромный флот плоскодонных транспортных судов переправит 100-тысячную армию через Ла-Манш, где они высадятся на побережье южной Англии. Важной составляющей плана была скорость. Французы дождутся попутного ветра и быстро пересекут Ла-Манш. Когда они высадились, они считали, что легко одолеют небольшую армию, которую Британия удержала на своей территории, и закончат войну. Шуазёлю удалось преодолеть сопротивление во французском кабинете министров, и вторжение было признано краеугольным камнем французской стратегии на 1759 год вместе с попыткой захвата пребывавшего в личной унии с Великобританией курфюршества Ганновер.

### Якобиты

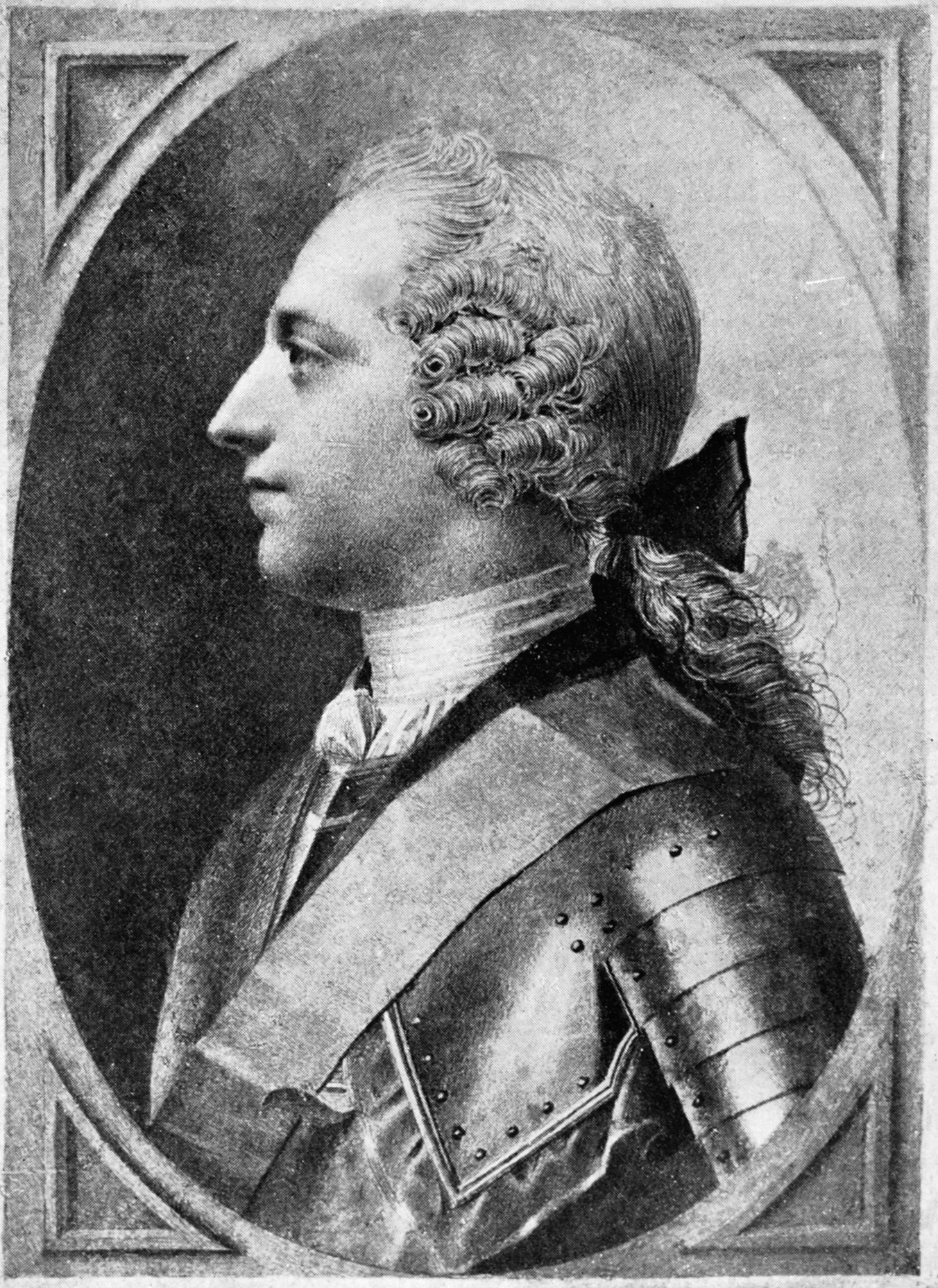
Чарльз Эдуард Стюарт.

В рамках этого плана французы рассматривали возможность начать восстание якобитов, как это было в 1745 году, отправив очевидного наследника якобитского движения Чарльза Эдварда Стюарта с силами вторжения или впереди них. Тайная встреча была организована с претендентом в Париже в феврале 1759 года, но всё прошло плохо. Чарльз вернулся поздно, пьяный, и оказался угрюмым и несговорчивым. Убеждённый в том, что якобиты мало чем могли помочь, Шуазёль исключил их из плана. С этого момента любая высадка должна была бы полностью осуществляться французскими войсками. Однако герцог рассматривал возможность отправки Чарльза в Ирландию, где он мог бы быть объявлен королём Ирландии и возглавить восстание. В конце концов французы решили попытаться завербовать сторонников якобитов, не вовлекая Чарльза непосредственно в операцию, поскольку он считался потенциальной помехой.
Франция также обратилась за поддержкой к Дании и России для предоставления войск и военно-морских припасов для экспедиции, но обе страны отказались участвовать. Швеция первоначально согласилась принять участие в этой схеме, направив силы вторжения в Шотландию, но позже отказалась от этой договорённости. Голландская республика, традиционно являющаяся союзником Великобритании, но в то время нейтральная, была глубоко встревожена действиями Франции и потребовала заверений в том, что французы не планируют сажать претендента Стюарта на британский престол, что, по их мнению, угрожало бы их собственной безопасности. Французский посол заверил их, что его страна не планирует подобного шага.

### Британский ответ

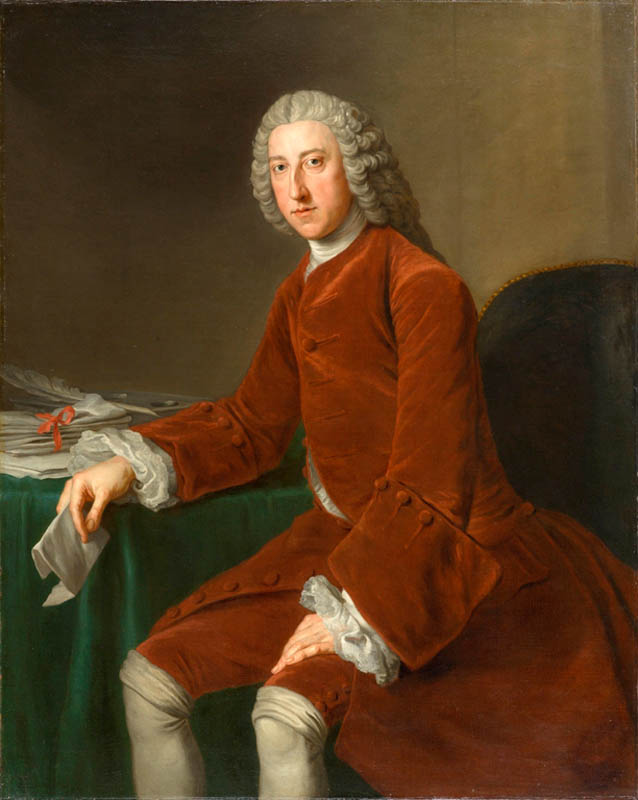
Уильям Питт.

Британцы были хорошо осведомлены об этих событиях благодаря хорошо налаженной сети секретных агентов. 19 февраля британский военный кабинет собрался в доме лорда Энсона, чтобы обсудить возможное вторжение. Уильям Питт и премьер-министр Томас Пелэм-Холлс, были крайне оптимистичны в отношении перспектив кампании. Было выдвинуто несколько предложений, таких как размещение войск на острове Уайт, но все согласились с тем, что существующей стратегии уже достаточно для борьбы с угрозой вторжения.Не было никаких планов по выводу британских войск из Германии или просьбы о том, чтобы ганноверские войска были направлены для защиты Великобритании.
Питт был привержен отправке экспедиций во французские колонии по всему миру, и эта политика оказалась успешной. Однако это лишило Британию необходимых войск для защиты от европейского вторжения. В ответ на это правительство провело Закон о милиции, который создал многочисленное ополчение для защиты Британии. Боевые возможности этих сил не были проверены, хотя на бумаге они предоставляли британцам гораздо большие силы, чем только её регулярные войска. Генерал Лигонье подсчитал, что у него будет только 10 тыс. регулярного войска, доступных немедленно, чтобы противостоять любой высадке французов.
В течение 1759 года под командованием адмирала Эдварда Хоука поддерживалась жёсткая блокада крупных французских портов. Это оказалось пагубным, поскольку лишило Францию ценных колониальных морских поставок, а лёгкость осуществляемой блокады подрывала моральный дух французов. Улучшения в механизмах снабжения позволили британцам поддерживать непрерывную блокаду, чего они не смогли сделать ранее. Британцы разделяли общепринятую точку зрения о том, что любое вторжение должно быть связано с брестским флотом, но внимательно следили за всеми потенциальными пунктами отправления.

### Подготовка

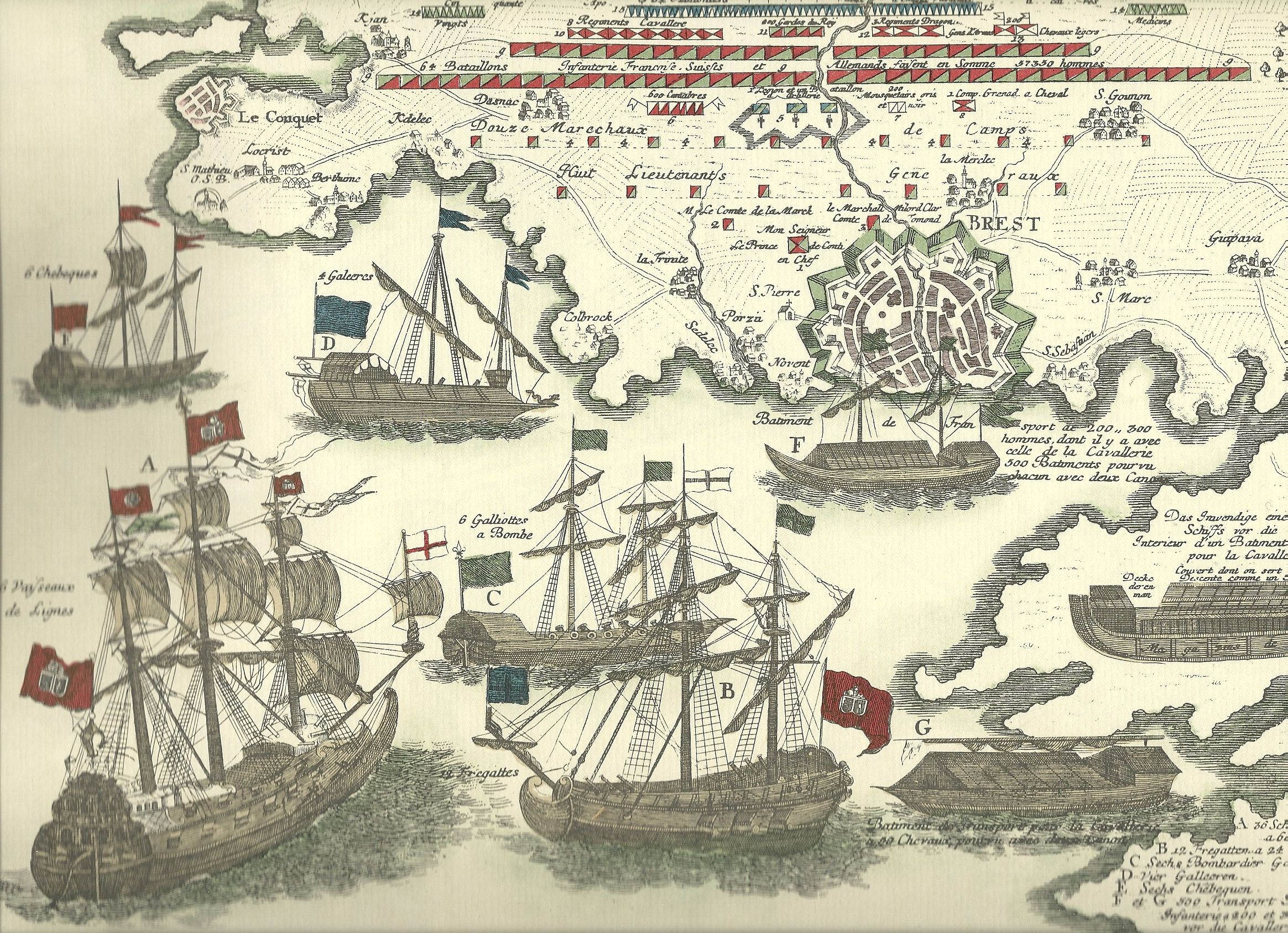
Французский флот с французскими и имперскими солдатами в Бресте, 1759 год.

В течение 1759 года французы продолжали свои приготовления. Сотни плоскодонных транспортных судов были построены в Гавре, Бресте, Сен-Мало, Нант, Морле и Лорьяне. По оценкам, на строительство флота было потрачено 30 миллионов ливров. Было также создано несколько небольших, но хорошо вооружённых конвоев. К середине лета были близки к завершению более 325 транспортов 48 тыс. солдат были немедленно готовы принять участие во вторжении, в ходе учений им удавалось садиться и высаживаться с кораблей всего за семь минут.
В течение года несколько пунктов плана были изменены, но по сути он остался прежним. Несмотря на противодействие со стороны французского кабинета министров (в частности Шарля-Луи-Огюста Фуке), Шуазёль настоял на том, чтобы начать переправу без поддержки флота. Французы решили полностью развернуть силы вторжения из большой гавани Гавра, расположенного на некотором расстоянии от блокадного британского флота в Бресте. Меньшая диверсионная группа должна была уйти из Дюнкерка.
В июне было решено отправить в Шотландию отдельные силы под руководством Эммануэля Армана де Виньеро дю Плесси-Ришельё с целью попытаться заручиться поддержкой якобитов и сокрушить в клещах с двух сторон британское сопротивление. После высадки на реке Клайд по плану французов к отряду Ришельё должны были присоединиться около 20 тыс. шотландских якобитов, в основном горцев. Командование более крупным вторжением на юг было передано Шарлю де Рогану-Субизу, чьи силы должны были дождаться хорошего ветра, а затем быстро пересечь Ла-Манш из Гавра и высадиться в Портсмуте.

## Морские сражения

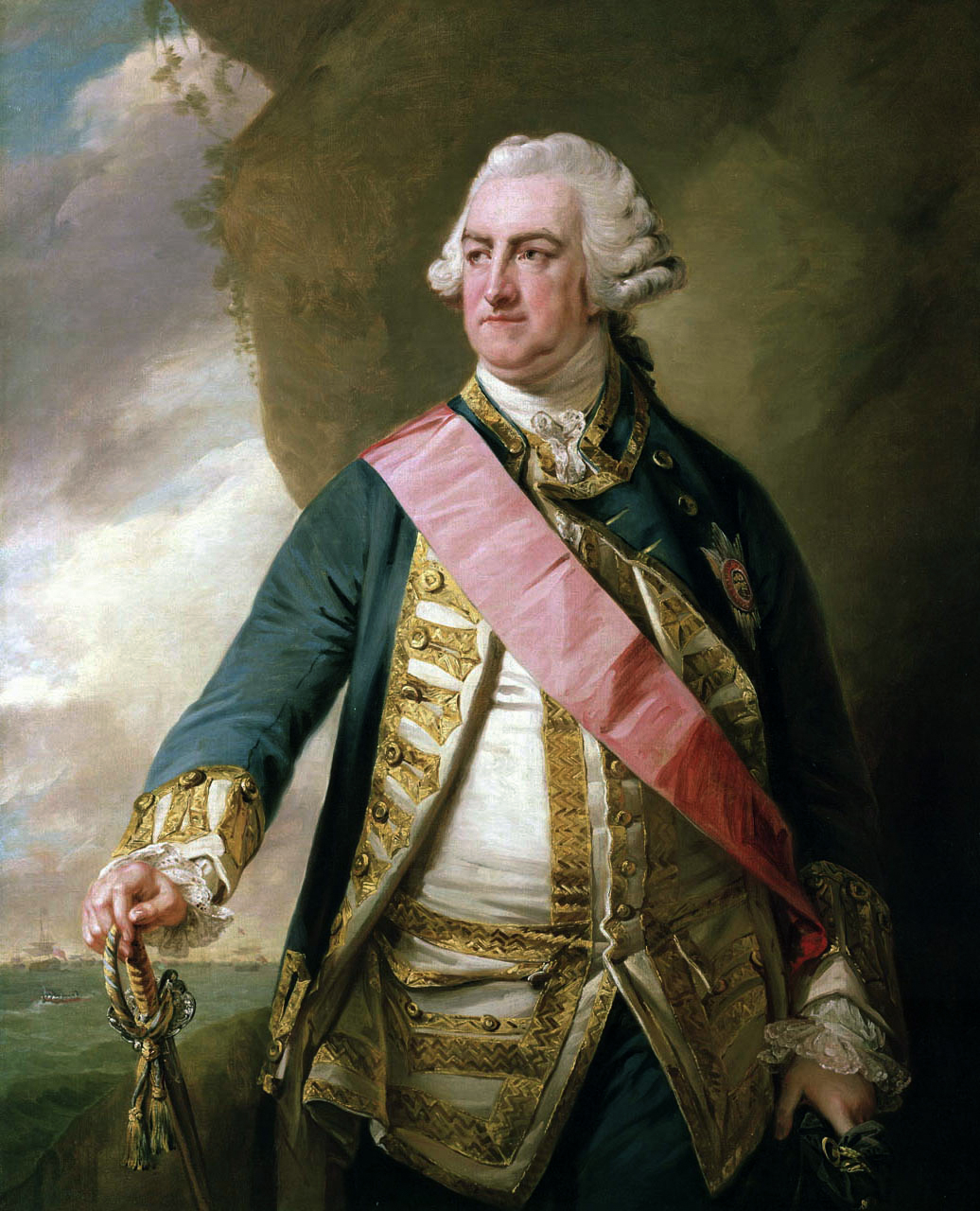
Эдвард Хоук.

Неожиданный британский рейд на Гавр в начале июля нанёс значительный ущерб, уничтожив несколько транспортов. Однако успех этого предприятия вызвал у британских командиров ложное чувство безопасности, заставив их поверить, что это была большая неудача, чем на самом деле. Французы намеревались извлечь из этого выгоду, но свернули свои первоначальные планы. Военный совет в Париже решил сначала начать экспедицию в Шотландию, а в случае успеха направить последующие силы в Портсмут и Молдон. Точные детали были оставлены расплывчатыми, чтобы они могли реагировать на меняющиеся обстоятельства. Задержки с формированием сил вторжения отодвинули дату запуска, и море стало более бурным и опасным для пересечения. Некоторые французские лидеры опасались выводить флот в море в потенциально плохую погоду, но необходимость крупной победы для восстановления боевого духа французов и достижения почётного мира перевесила их опасения. В октябре Фуке прибыл в свой командный центр в Ванне, недалеко от того места, где собралась большая часть его армии. В течение пяти дней после 15 октября британские блокирующие эскадры были вынуждены уйти от французского побережья из-за шторма, оставив французские силы вторжения свободными для плавания. Вице-адмирал Юбер Конфлан отказался покинуть гавань, так как считал, что его флот не готов, и 20 октября британцы вернулись, чтобы снова блокировать французские атлантические порты.
Летом 1759 года французский тулонский флот под командованием адмирала Жана-Франсуа де ла Клу-Сабрана проскользнул через блокаду и вышел через Гибралтарский пролив. Они были пойманы и разбиты британским флотом в Лагушее в августе. Их предполагаемым пунктом назначения была Вест-Индия, но потеря кораблей и людей поставила под сомнение целесообразность вторжения.
План вторжения получил сокрушительный удар в ноябре, когда французская брестская эскадра потерпела тяжёлое поражение в бухте Киберон. Конфлан отплыл из Бреста 15 ноября, направляясь на сто миль вниз по побережью в залив Киберон, где армия вторжения теперь ожидала посадки на его транспорты. Флот Конфланса попал в шторм, который замедлил их движение и позволил преследующим британцам под командованием сэра Эдварда Хоука догнать их.
Встретившись в устье залива Киберон 21 ноября, два флота сомкнулись друг с другом. Конфлан сначала выстроился в боевую линию и приготовился вступить в бой, но затем передумал, и его корабли поспешили укрыться в бухте. Хоук преследовал, идя на большой риск в разгар сильного шторма, и захватил или выгнал на берег пять французских кораблей, остальным удалось укрыться в бухте. Теперь они были блокированы британским флотом, и большинство из них были брошены, а у них отобрали оружие. Только три корабля снова вышли в море, что стало сокрушительной неудачей для флота французского канала. Сокрушительное поражение в бухте Киберон положило конец любой реальной надежде на крупное вторжение на Британские острова.

## Высадка в Ирландии
Капер Франсуа Тюро отплыл из Дюнкерка с пятью кораблями, чтобы оказать отвлекающую поддержку вторжению. В 1760 году он высадился на побережье северной Ирландии и основал базу в Каррикфергусе. Если бы не его ссоры с командиром сухопутной экспедиции, французы могли бы захватить плохо защищённый Белфаст. Отплывавший домой королевский флот уничтожил эскадру Тюро в Северном проливе. К этому моменту французы отказались от вторжения. Однако многие французы воспрянули духом от экспедиции Тюро, поскольку она продемонстрировала, что французские войска могут высадиться на Британских островах. Мадам де Помпадур предполагала, что с Тюро Франция победила бы при Кибероне.

## Отмена
После того как Брестский флот был уничтожен в бухте Киберон, они теперь не могли сопровождать французские войска через Ла-Манш. Некоторые теперь начали настаивать на возвращении Шуазёля к первоначальному плану пересечения границы без сопровождения, предлагая отложить вторжение до начала 1760 года..
1759 год был катастрофическим годом для французских военных усилий. Они потерпели серьёзные поражения в Канаде, Вест-Индии, Европе и Индии. Шуазёль был особенно разочарован плохими показателями французского военно-морского флота. По мере того, как доходили слухи об этих бедствиях, становилось ясно, насколько растянуты теперь силы Франции. Понимая, что им нужны французские войска, предназначенные для вторжения в других местах, особенно в Германии, для борьбы с Ганновером, Шуазёль неохотно отменил вторжение..
Он по-прежнему надеялся, что это всё ещё возможно в будущем, но военная ситуация для Франции продолжала ухудшаться в течение следующих нескольких лет, особенно когда Испания вступила в войну в качестве союзника Франции в 1761 году. Шуазёль начал в 1762 году планировать новое вторжение, но от этого также отказались, когда было подписано перемирие/

## Последствия
Французы полностью отказались от этого плана в 1763 году, когда Парижский мир предписал общее прекращение военных действий. Шуазёль продолжал выступать за прямой удар по Британии как способ выиграть будущие войны и направил инженеров и агентов для изучения британской обороны в процессе подготовки. Во время Фолклендского кризиса 1770 года он предложил аналогичную акцию, но был отклонён французским королём Людовиком XV. Дальнейшие французские вторжения были запланированы в 1779 году во время американской войны за независимость и Наполеоном в 1803-04 годах, но ни одно из них не осуществилось по тем же причинам.